# Il compagno di Cheyenne
Il compagno di Cheyenne (Cheyenne's Pal) è un cortometraggio muto del 1917 diretto da John Ford.

## Produzione
Il film fu prodotto dalla Universal Film Manufacturing Company (con il nome a Star Featurette).

## Distribuzione
Distribuito dall'Universal Film Manufacturing Company, il film uscì in sala il 16 agosto 1917. Si crede che il film sia presumibilmente perduto.

### Date di uscita
- USA: 16 agosto 1917